# Abdul Khalili
Abdul Rahman Khalili (arabe : عبد الرحمن خليلي), né le 7 juin 1992 à Falun, est un footballeur suédois.
Il joue comme milieu de terrain dans le club turc de Mersin İdmanyurdu. Il réalise sa première apparition en équipe nationale de Suède en 2015. 

## Carrière
Khalili naît à Falun, dans le centre de la Suède. Il a pour cousin Imad Khalili, un autre footballeur professionnel qui possède la double nationalité suédoise et palestinienne. 
Milieu de terrain polyvalent, capable de jouer à la plupart des postes, il commence sa carrière de footballeur en Suède où il joue dans différents clubs. Il est appelé en sélection nationale des moins de 17 ans, des moins de 19 ans, puis des moins de 21 ans. En 2010, son club d'Helsingborgs IF remporte la Coupe de Suède, mais il ne joue pas la finale. 
Il signe en 2014 avec le club du championnat turc de Mersin İdmanyurdu, où il devient un titulaire habituel,. Il dispute 30 matchs en championnat lors de sa première saison en Turquie, inscrivant 2 buts en première division turque.
Khalili Khalili fait partie de l'équipe espoirs de Suède qui remporte le championnat d'Europe en 2015, bien que son tir lors de la séance de tirs au but en finale soit arrêté par le gardien portugais José Sá. Il fait ses débuts en sélection A le 8 septembre 2015 face à l'Autriche.

## Palmarès

### En sélection nationale
- Champion d'Europe espoirs en 2015 avec l'équipe de Suède espoirs

### En club
- Finaliste de la Coupe de Suède en 2014 avec Helsingborgs IF